# Homer S. Ferguson

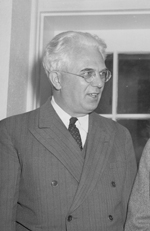
Homer S. Ferguson

Homer Samuel Ferguson (* 25. Februar 1889 in Harrison City, Westmoreland County, Pennsylvania; † 17. Dezember 1982) war ein US-amerikanischer Jurist und Politiker der Republikanischen Partei.

## Frühes Leben und juristische Laufbahn
Der aus einem Vorort von Pittsburgh stammende Ferguson begann nach dem Schulbesuch ein Jura-Studium an der University of Pittsburgh. Später wechselte er an die University of Michigan in Ann Arbor, wo er 1913 seinen Abschluss machte. Im selben Jahr wurde er in die Anwaltskammer aufgenommen und begann in Detroit zu praktizieren. 1929 wurde er Richter am Kreisgericht von Wayne County, was er bis 1942 blieb; währenddessen war er auch von 1929 bis 1939 Jura-Dozent am Detroit College of Law (heute ein Teil der Michigan State University).

## Politik
1942 wurde Homer Ferguson erstmals für die Republikaner in den US-Senat gewählt; sechs Jahre später erfolgte die Wiederwahl, sodass er bis zum 3. Januar 1955 im Kongress verblieb; danach musste er seinen Sitz an den Demokraten Patrick V. McNamara abtreten. Während seiner Zeit als Senator stand er 1954 dem Republican Policy Committee vor und war damit vierthöchster Vertreter der Parteihierarchie im Senat. Im selben Jahr brachte er einen Gesetzentwurf ein, nach welchem die Ergänzung „under God“ (unter Gott) in den Pledge of Allegiance eingebracht werden sollte, und war damit erfolgreich.

## Nach der Zeit im Senat
Nachdem er aus dem Kongress ausgeschieden war, wurde Ferguson zum US-Botschafter auf den Philippinen berufen. Nachdem er dieses Amt von 1955 bis 1956 ausgeübt hatte, kehrte er nach Washington zurück, wo er von 1956 bis 1976 Richter am Berufungsgericht für die US-Streitkräfte war. Nach seinem Ausscheiden zog er wieder nach Michigan und lebte bis zu seinem Tod 1982 in Grosse Pointe.